# Gairney Bank

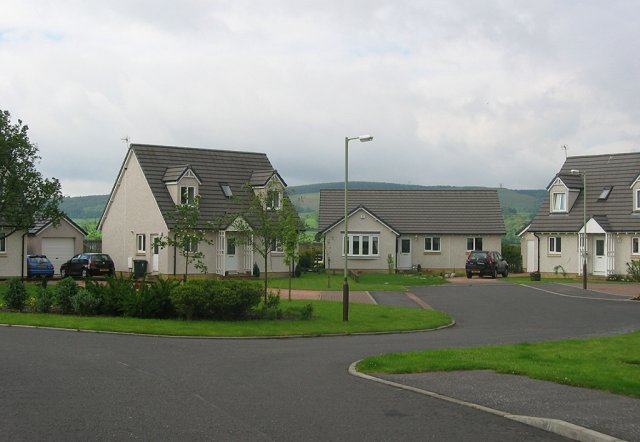
Häuser des Ortes

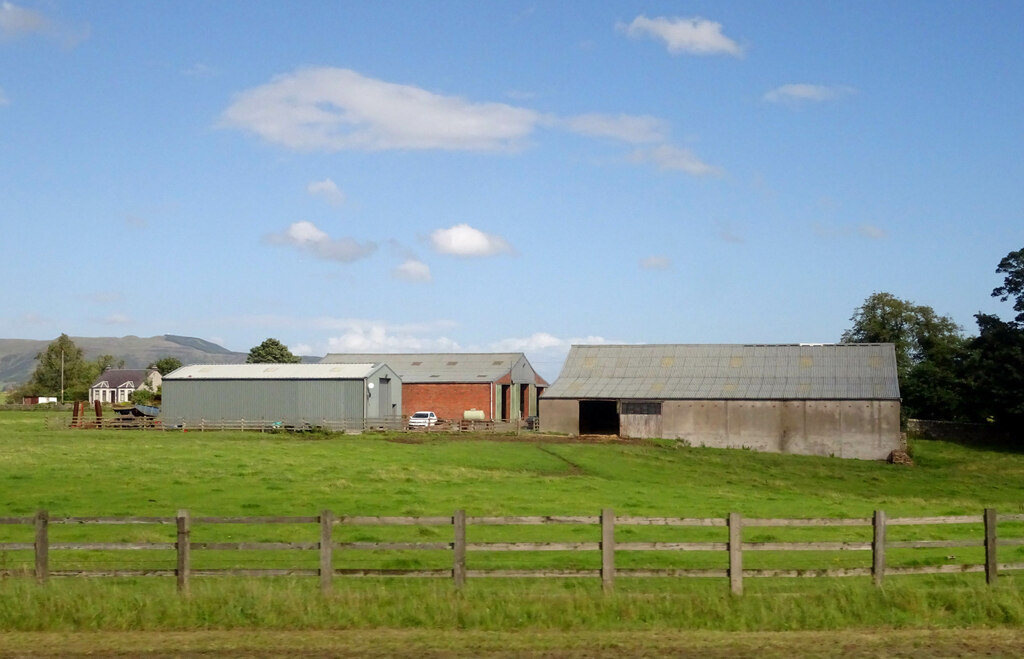
Der Bauernhof Gairneybank Farm

Gairney Bank ist eine kleine Ortschaft, die im Norden von Schottland zwischen Perth im Norden und Edinburgh im Südosten in der Region Perth and Kinross liegt. Im Rahmen der historischen Gliederung Schottlands in Civil Parishes zählt es zu Kinross, das zu Kinross-shire gehörte.
Gairney Bank liegt in einem ländlichen Umfeld am Bach Bog Burn, der nach Nordosten in den wenig entfernten See Loch Leven fließt. Die den Ort durchziehende B996 verbindet Kinross im Norden über Gairney Bank und Gairneybridge mit Kelty im Süden.